# Vůz Ampz146, 143 ČD
Vozy Ampz146 a Ampz143, obě řady číslovány v intervalu 73 54 10-91, jsou řadami velkoprostorových osobních vozů první třídy z vozového parku Českých drah. Všech devět vozů Ampz146 vyrobila v letech 1998 a 1999 společnost MSV Studénka dle dokumentace dodané společností SGP Siemens. Všech jedenáct vozů Ampz143 vyrobila v letech 2006–2007 pražská pobočka Siemensu SKV Praha.

## Vznik řady
V roce 1995 si České dráhy objednaly od firmy SGP Siemens sérii 45 vozů pro vlaky vyšších kategorií. Součástí dodávky bylo devět vozů první třídy Ampz146, 26 vozů druhé třídy Bmz245 a deset restauračních vozů WRmz815. Jako první byly vyrobeny v roce 1997 vozy WRmz815, v letech 1998–1999 je následovaly vozy Ampz146 a jako poslední byly v letech 1999–2000 dodány vozy Bmz245. Skříň, brzdy a elektrickou výzbroj zhotovila MSV Studénka dle dokumentace společnosti SGP Siemens. Poté byly dovezeny zbylé díly a vozy byly, s použitím interiérových prvků vyrobených v tuzemsku, zkompletovány. První dva prototypové vozy byly dokončeny v roce 1997. V lednu 1998 proběhly zkoušky v Rakousku. Ty byly následovány zkouškami na Železničním zkušebním okruhu v Cerhenicích, které probíhaly od února do dubna.
Vzhledem k narůstající potřebě vozů pro vlaky vyšších kategorií uskutečnily České dráhy v roce 2003 objednávku dalších 26 vozů, z toho 11 vozů první třídy Ampz143 a 15 vozů druhé třídy Bmz241. Výroba se opozdila, a tak byly všechny vozy dodány až v roce 2007. Všechny vozy v tomto balíku vyrobila pražská pobočka Siemensu SKV Praha sídlící na Zličíně. Celková cena této zakázky byla při tehdejším kurzu eura necelé 1,4 miliardy Kč, čili průměrně 53 milionů Kč za vůz.

## Technické informace
Jsou to čtyřnápravové tlakotěsné vozy se skříní typu UIC-Z o délce 26 400 mm. Jejich nejvyšší povolená rychlost je 200 km/h. Mají podvozky SGP 300 R/3S vhodné až pro rychlost 250 km/h. Brzdová soustava je tvořena tlakovzdušnými kotoučovými brzdami Knorr se třemi kotouči na každé nápravě. Pro nouzové brzdění z vysokých rychlostí je na vozech nainstalována elektromagnetická kolejnicová brzda.
Vozy mají dva páry jednokřídlých předsuvných nástupních dveří ovládaných tlačítky. Mezivozové přechodové dveře jsou dvoukřídlé, posuvné do stran a ovládané pomocí madel. Vnitřní oddílové dveře jsou jednokřídlé, posuvné a ovládané pomocí tlačítek. Většina oken těchto vozů je pevných neotvíratelných, výjimku tvoří první a poslední pár oken, které jsou výklopné v horní pětině. Okna jsou opatřena termofolií. Střecha vozů má podélné prolisy.
Vozy mají dva velkoprostorové oddíly oddělené skleněnou přepážkou. Celkem je pro cestující k dispozici 58 polohovatelných sedaček. Sedačky v příčném uspořádání 2 + 1 jsou umístěny částečně za sebou a částečně proti sobě. U sedaček za sebou jsou k dispozici sklopné stolky, u míst proti sobě jsou v Ampz143 velké rozkládací stolky, u Ampz146 pak stolky u sedaček uspořádaných proti sobě zcela chybí. Vozy Ampz143 byly již z výroby vybaveny elektrickými zásuvkami 230 V, do vozů Ampz146 byly dosazeny později. Pro informování cestujících je ve vozech nainstalováno rozhlasové zařízení.
Pro napájení elektrických spotřebičů je ve vozech nainstalován centrální zdroj energie (CZE). Teplovzdušné vytápění vozu a klimatizace umožňují při venkovních teplotách od −20 °C do +32 °C nastavit vnitřní teplotu od +20 °C do +24 °C. Vozy jsou vybaveny dvěma vakuovými WC. Klimatizace i WC byly vyrobeny vídeňskou firmou Alex Friedmann.
Původní nátěr vozů je pod okny bílý, přes okna červený a střecha je šedá. Některé vozy již byly přelakovány do modro-bílého korporátního schématu Českých drah od studia Najbrt.

## Modernizace
V roce 2009 prošly vozy Ampz146 revitalizací interiéru, při které byly dosazeny nové sedačky typu ICE 3000 a zásuvky 230 V.
Na přelomu let 2012 a 2013 byly do všech vozů nainstalovány police s řetízky a zámky na zavazadla. V březnu 2013 byly řetízky a zámky odstraněny z důvodu častých poškození.
V roce 2014 České dráhy oznámily plány na modernizaci tří vozů Ampz143, devíti vozů Ampz146, 15 vozů Bmz241, 21 vozů Bmz245 a desíti vozů WRmz815 s opcí na modernizaci zbylých osmi vozů Ampz143. Modernizace se týkala převážně přečalounění sedaček, dosazení koberců, a to včetně vozů druhé třídy, revitalizace WC, menších úprav klimatizace, dosazení vnějšího a vnitřního elektronického informačního a rezervačního systému a dosazení přístupových bodů systému Wi-Fi. U všech vozů Ampz146, Bmz245 a sedmi vozů WRmz815 byl navíc vyměněn centrální zdroj energie (CZE). Kromě toho vozy ještě prošly běžnou vyvazovací opravou. Celková cena zakázky byla 498 milionů Kč. Modernizace měla být hotova do 17 měsíců od podpisu smlouvy.

## Provoz
První nasazení těchto vozů proběhlo 24. září 1999 na zvláštním vlaku Praha – Poříčany při příležitosti dokončení modernizace úseku Poříčany – Kolín. Na pravidelných vlacích s cestujícími bylo prvních šest vozů Ampz146 nasazeno od 27. října 1999. Ostatní vozy Ampz146 byly dokončeny a uvedeny do provozu do roku 2000.
Vozy bývají nejčastěji nasazovány na vlaky EuroCity na trase Praha – Berlín - Hamburk. Dále je lze potkat i na vlacích EuroCity z Prahy nebo Ostravy do Warszawy, na vlaku EC 154/5 "Jan Perner" na trase Praha - Ostrava - Návsí - Žilina nebo na EC 282/3 "Slovenská strela" mezi Prahou a Bratislavou.[zdroj?]
Vůz Ampz146 č. 004 byl v roce 2012 řazen ve vlaku, který převážel českou fotbalovou reprezentaci na Mistrovství Evropy ve fotbale v Polsku. Při této příležitosti byla skříň vozu opatřena polepy s fotbalovými motivy.